# Idaea improvisa
Idaea improvisa är en fjärilsart som beskrevs av Louis Beethoven Prout 1938. Idaea improvisa ingår i släktet Idaea och familjen mätare. Inga underarter finns listade i Catalogue of Life.